# Willard Leroy Metcalf
Willard Leroy Metcalf (Lowell, 1 de julio de 1858-Nueva York, 9 de marzo de 1925) fue un pintor impresionista estadounidense. 

## Biografía
Inició estudios artísticos en 1875 en el Lowell Institute con el paisajista George Loring Brown. Entre 1876 y 1878 estudió en el Museum School of Fine Arts de Boston, donde fue discípulo de Otto Grundmann. De 1881 a 1883 viajó por el sudoeste de Estados Unidos con el etnólogo Franz Cushing, en el transcurso de cuyos viajes elaboró numerosos dibujos y acuarelas sobre la vida y costumbres de los indios americanos. Entre 1883 y 1888 residió en París, donde estudió en la Académie Julian con Jules Joseph Lefebvre y Gustave Boulanger. En 1884 viajó por Inglaterra y visitó Pont-Aven. En 1886 visitó Giverny, el hogar de Claude Monet. Ese mismo año viajó por Argelia y Túnez. En 1887 fue admitido en la Society of American Artists. Al año siguiente tuvo su primer éxito en el Salón de París.
En 1888 regresó a Estados Unidos, donde realizó su primera exposición individual en el St. Botolph Club de Boston. En 1891 ingresó como profesor en el Cooper Institute. En 1899 realizó uno de sus encargos más importantes, unos murales para la Appelate Courthouse en el Madison Square de Nueva York. En 1902 viajó a La Habana (Cuba) y realizó unos estudios para un mural en el Havana Tobacco Company Store de Nueva York.
En 1903 se trasladó a una zona rural en Clark's Cove (Maine). Desde entonces efectuó numerosos viajes por toda Nueva Inglaterra en busca de inspiración para sus paisajes. Fue entonces cuando asumió un estilo plenamente impresionista, especialmente en los paisajes, captados en distintas estaciones del año y en distintos ambientes. El suyo fue un impresionismo de corte académico, influido por la técnica de Ernest Lawson. Fue miembro de la colonia artística de Old Lyme (Connecticut) y miembro fundador del grupo Ten American Painters. En muchas de sus obras se denota la influencia de otros artistas americanos como Theodore Robinson o Childe Hassam.

## Galería

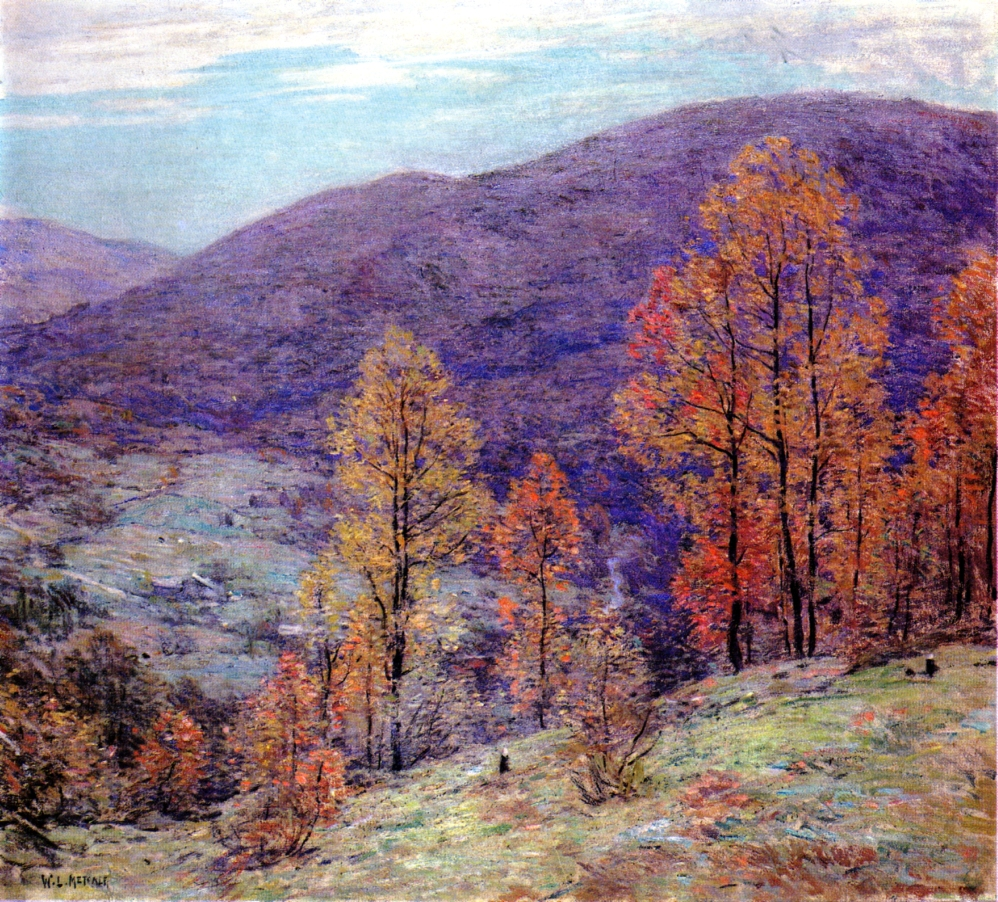
La gloria del otoño
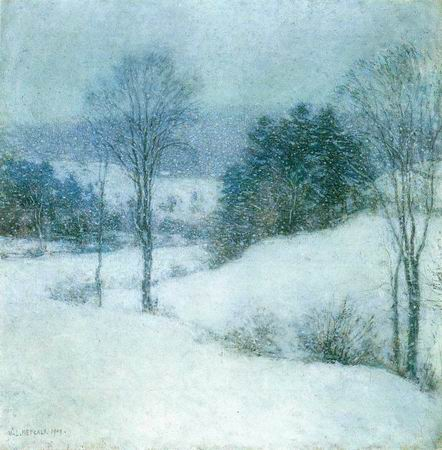
El blanco velo
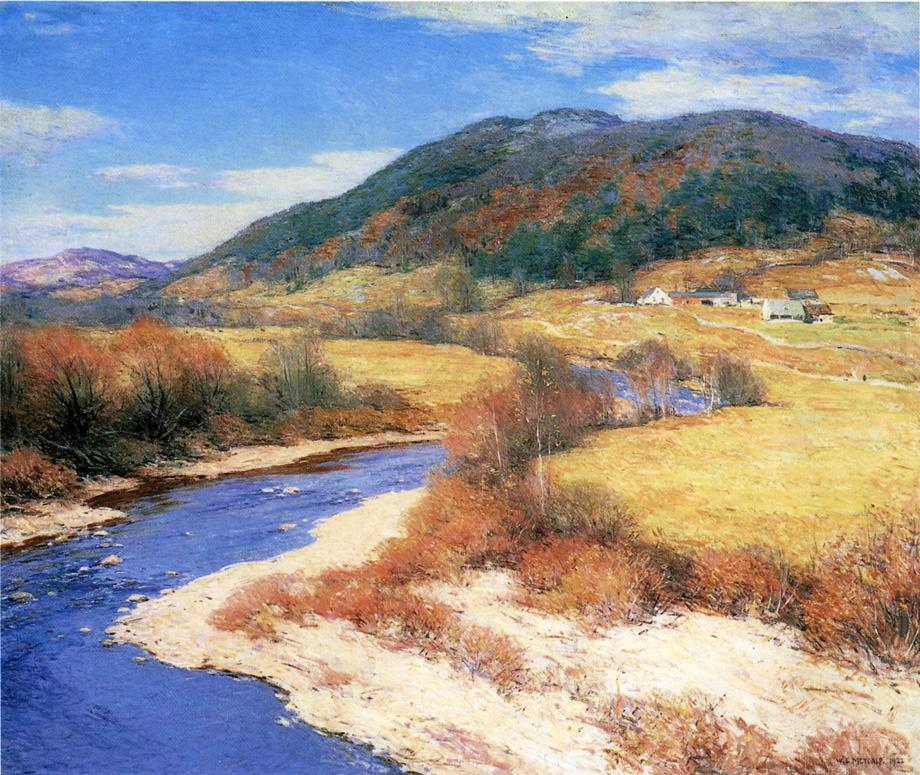
Verano indio en Vermont
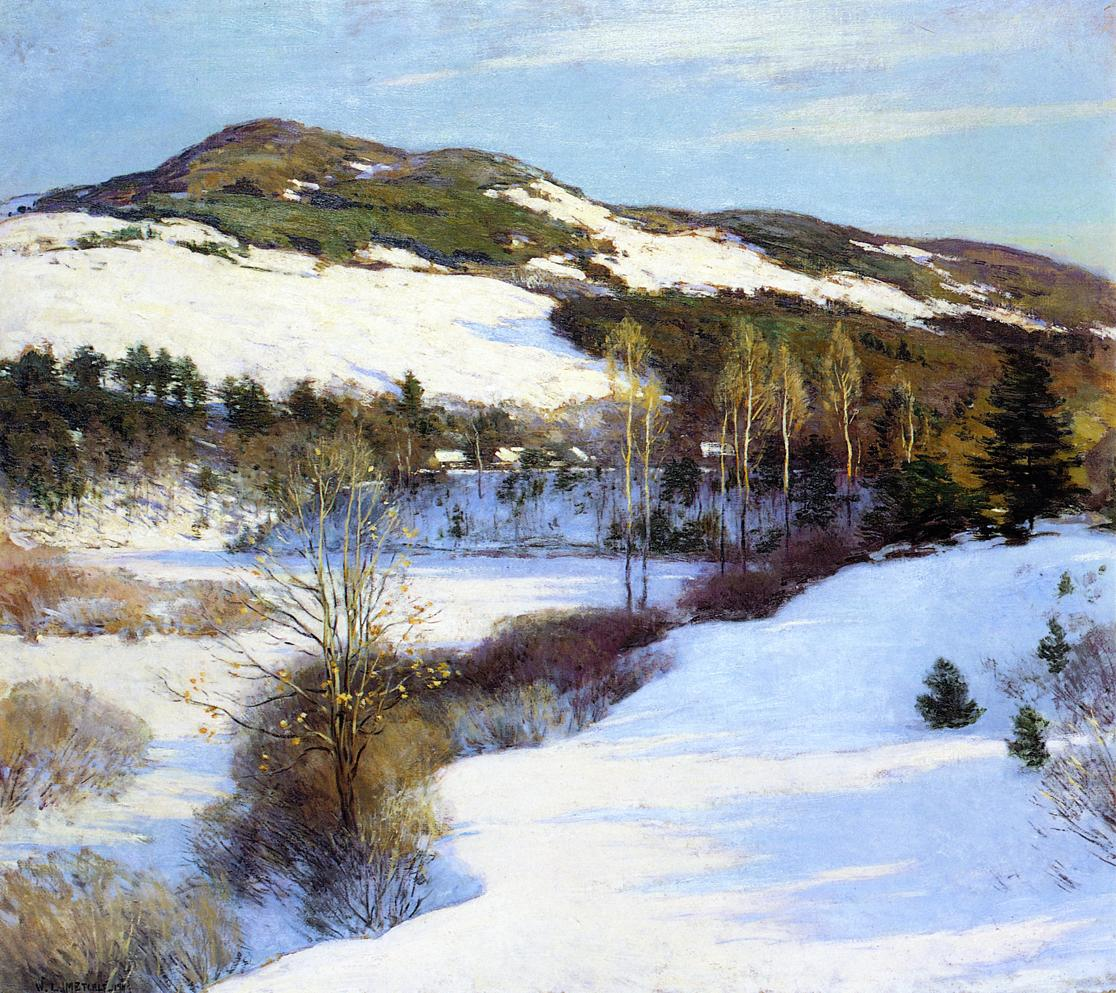
Las colinas de Cornish
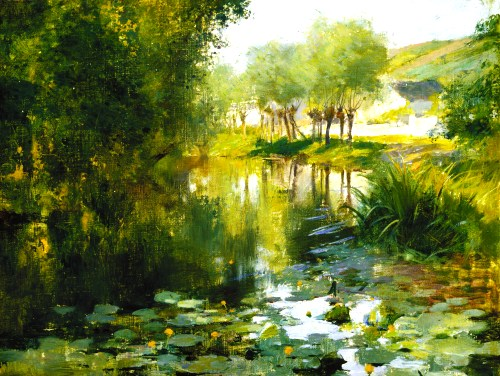
El estanque de LilyPond
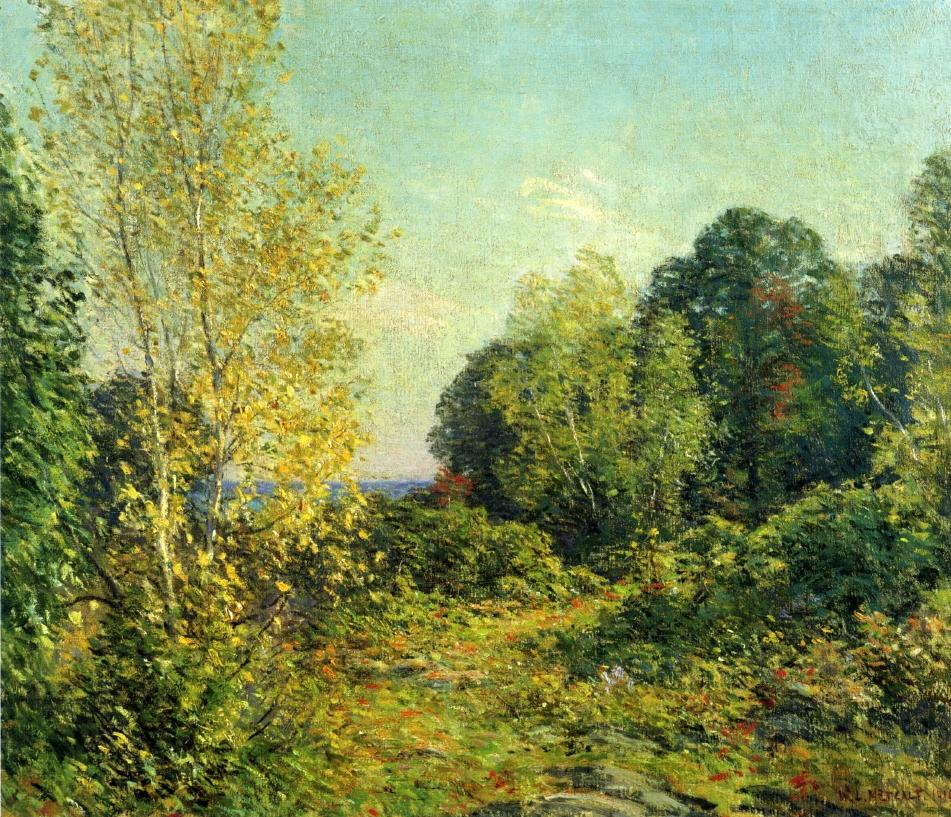
Se acerca el otoño
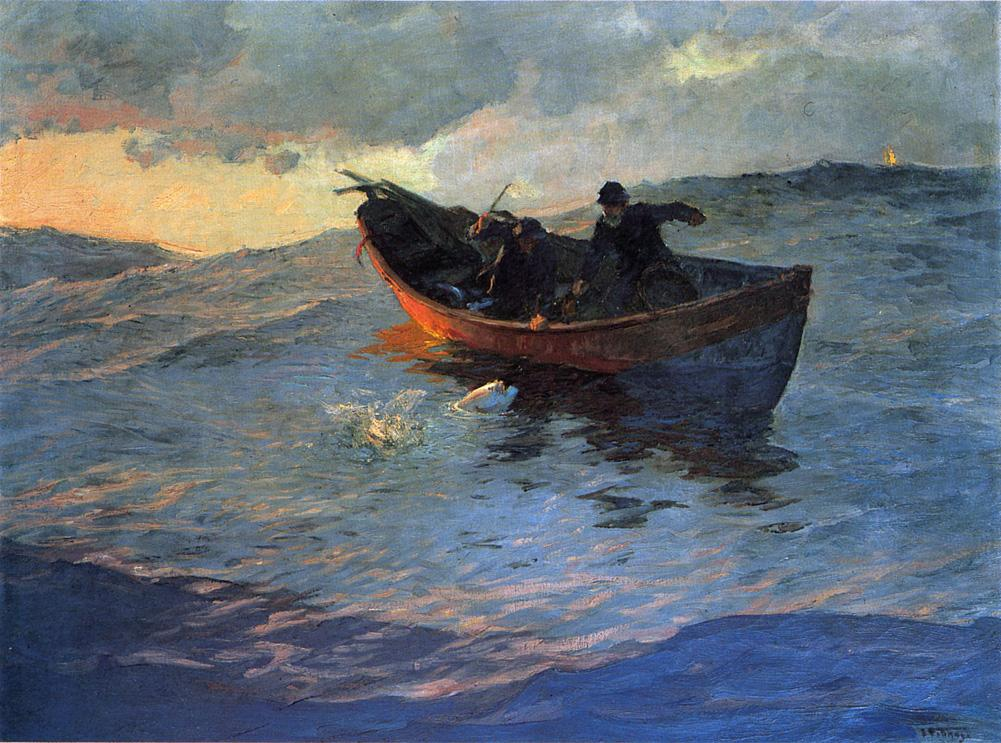
La costa de Suffolk
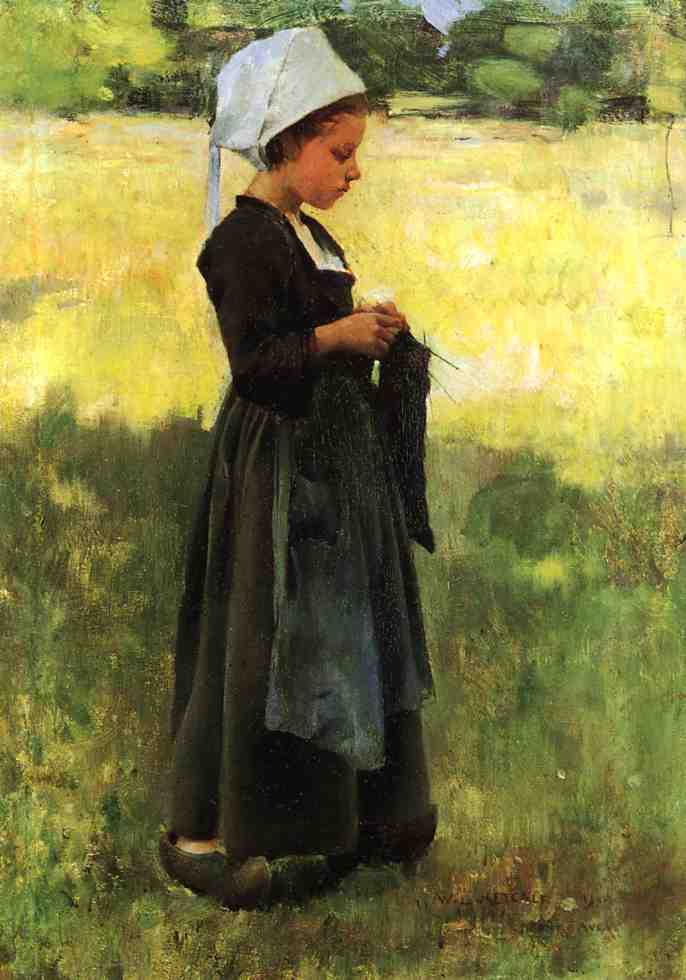
Niña bretona
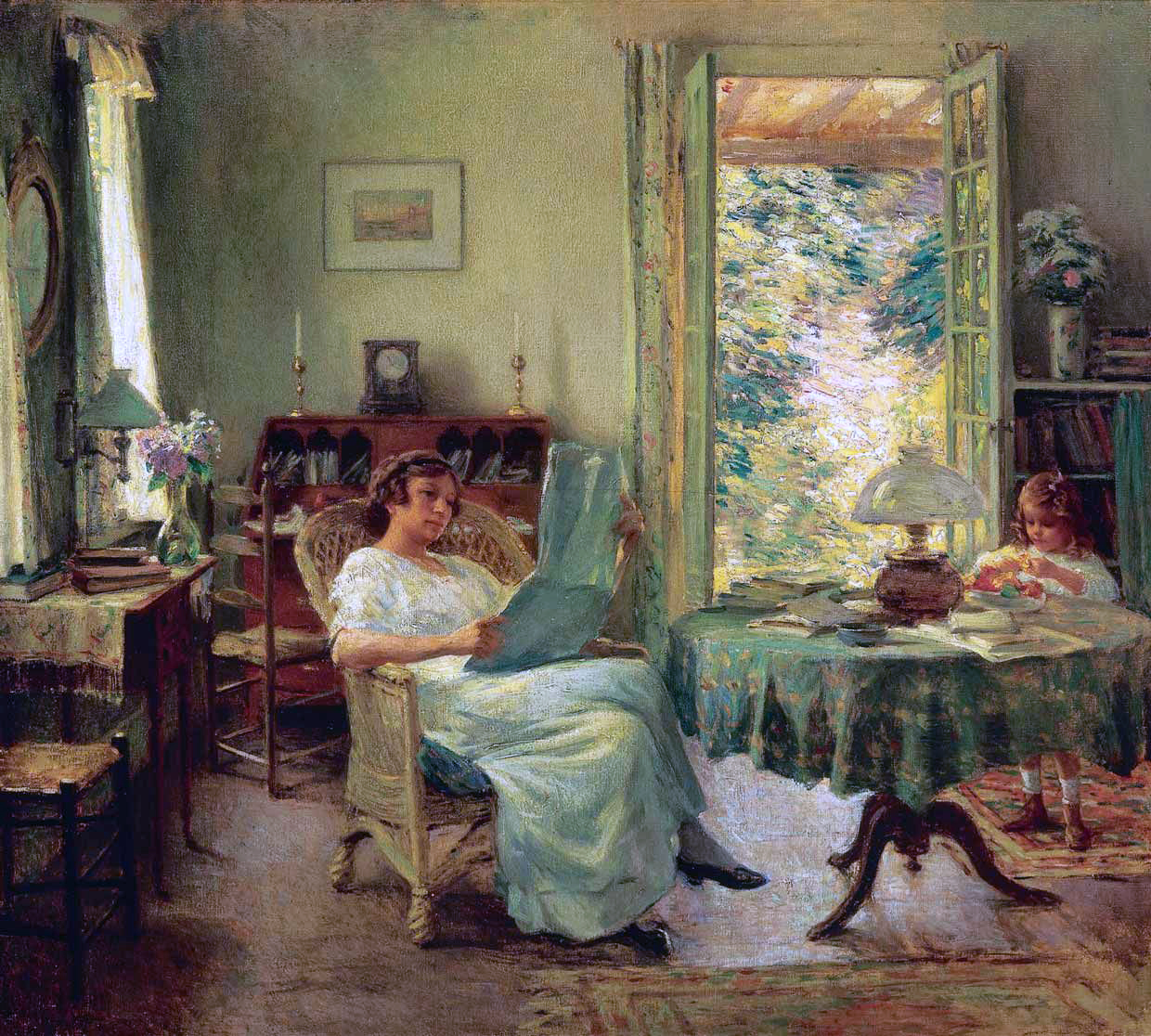
Verano en Headlyme
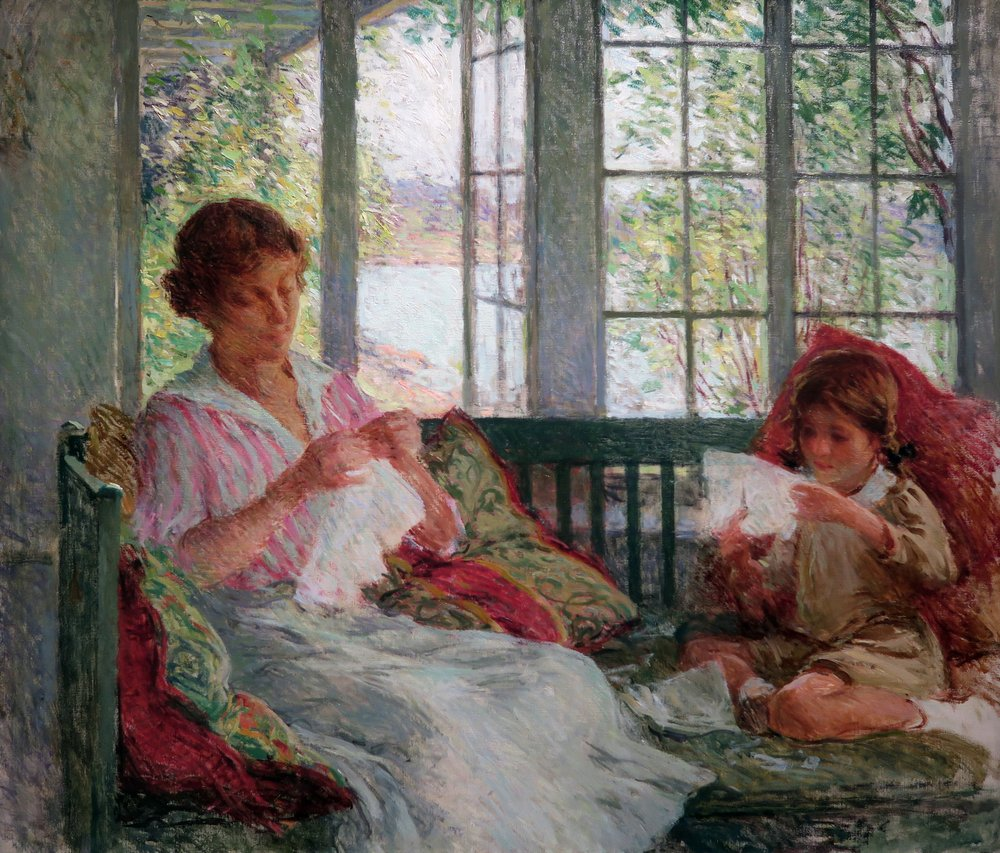
Mi mujer y mi hija